# Race of Champions 1969
Résultats de la Race of champions 1969 (IV Race of Champions) de Formule 1 hors-championnat qui a eu lieu sur le circuit de Brands Hatch le 16 mars 1969.

## Classement
| Pos. | no | Pilote          | Écurie                         | Voiture          | Tours | Temps/Abandon                   | Grille |
| ---- | -- | --------------- | ------------------------------ | ---------------- | ----- | ------------------------------- | ------ |
| 1    | 7  | Jackie Stewart  | Matra International            | Matra-Cosworth   | 50    | 1 h 13 min 10 s 4 (174,87 km/h) | 2      |
| 2    | 1  | Graham Hill     | Team Lotus Ltd                 | Lotus-Cosworth   | 50    | + 7 s 0                         | 1      |
| 3    | 3  | Denny Hulme     | Bruce McLaren Motor Racing Ltd | McLaren-Cosworth | 50    |                                 | 7      |
| 4    | 14 | Joseph Siffert  | Rob Walker Racing Team         | Lotus-Cosworth   | 50    |                                 | 3      |
| 5    | 11 | Jackie Oliver   | Owen Racing Organisation       | BRM              | 48    | 2 tours                         | 8      |
| 6    | 15 | Pete Lovely     | Pete Lovely Volkswagen Inc.    | Lotus-Cosworth   | 46    | 4 tours                         | 9      |
| Abd. | 2  | Jochen Rindt    | Team Lotus Ltd                 | Lotus-Cosworth   | 38    | Pression d'huile                | 4      |
| Abd. | 12 | Pedro Rodríguez | Reg Parnell Racing             | BRM              | 32    | Moteur                          | 11     |
| Abd. | 6  | Jacky Ickx      | Brabham Racing Organisation    | Brabham-Cosworth | 23    | Mécanique                       | 10     |
| Abd. | 5  | Jack Brabham    | Brabham Racing Organisation    | Brabham-Cosworth | 19    | Allumage                        | 5      |
| Abd. | 16 | Piers Courage   | Frank Williams Racing Cars     | Brabham-Cosworth | 18    | Réservoir                       | 12     |
| Abd. | 4  | Bruce McLaren   | Bruce McLaren Motor Racing Ltd | McLaren-Cosworth | 12    | Allumage                        | 6      |
| Np.  | 18 | Roy Pike        | Jack Smith                     | Brabham-Climax   | 0     | Pompe à essence                 | 13     |
| Np.  | 10 | John Surtees    | Owen Racing Organisation       | BRM              | 0     | Accident aux essais             |        |
| Np.  | 8  | Chris Amon      | Scuderia Ferrari               | Ferrari          |       | Non partant                     |        |
| Np.  | 9  | Derek Bell      | Scuderia Ferrari               | Ferrari          |       | Non partant                     |        |
| Np.  | 17 | Peter Gethin    | Peter Gethin                   | BRM              |       | Non partant                     |        |

Légende:
- Abd.= Abandon - Np.=Non partant

## Pole position et record du tour
- Pole position :  Graham Hill (Lotus-Cosworth) en 1 min 28 s 2.
- Meilleur tour en course :  Jochen Rindt (Lotus-Cosworth) en 1 min 26 s 8 (176,90 km/h).